# Franz Josef Wenzel de Liechtenstein (1962–1991)
Le prince Franz Josef Wenzel de Liechtenstein (en allemand : Franz Josef Wenceslaus Georg Maria von und zu Liechtenstein), connu sous le nom de prince Wenzel, né le 19 novembre 1962 à Zurich, Suisse, et mort au château de Vaduz, Liechtenstein, le 28 février 1991, est un membre de la maison de Liechtenstein. 
Docteur en médecine, il est le plus jeune fils du prince souverain François-Joseph II et de son épouse, la comtesse Georgina von Wilczek. Au moment de sa mort, il est 10e dans l'ordre successoral de la principauté de Liechtenstein.

## Biographie

### Famille
Frère cadet du prince régnant Hans-Adam II, il est né le 19 novembre 1962, cinquième et dernier enfant de François-Joseph II et de Georgina von Wilczek. Il a trois frères : Hans Adam II (1945), Philipp (1946), Nikolaus (1947), ainsi qu'une sœur Nora (1950).
Pour sa famille et le grand public liechtensteinois, il est connu sous le nom de « Wenzel ».

### Formation militaire et médicale
En 1982, le prince Franz Josef « Wenzel » entre à l'académie royale militaire de Sandhurst, et un an plus tard, il est promu lieutenant dans les Grenadier Guards à Londres. Il étudie ensuite la médecine à l'université de Fribourg et à l'université de Zurich.
Il travaille en qualité de médecin interniste assistant à l'hôpital de Rorschach, canton de Saint-Gall, en Suisse.

### Mort et funérailles

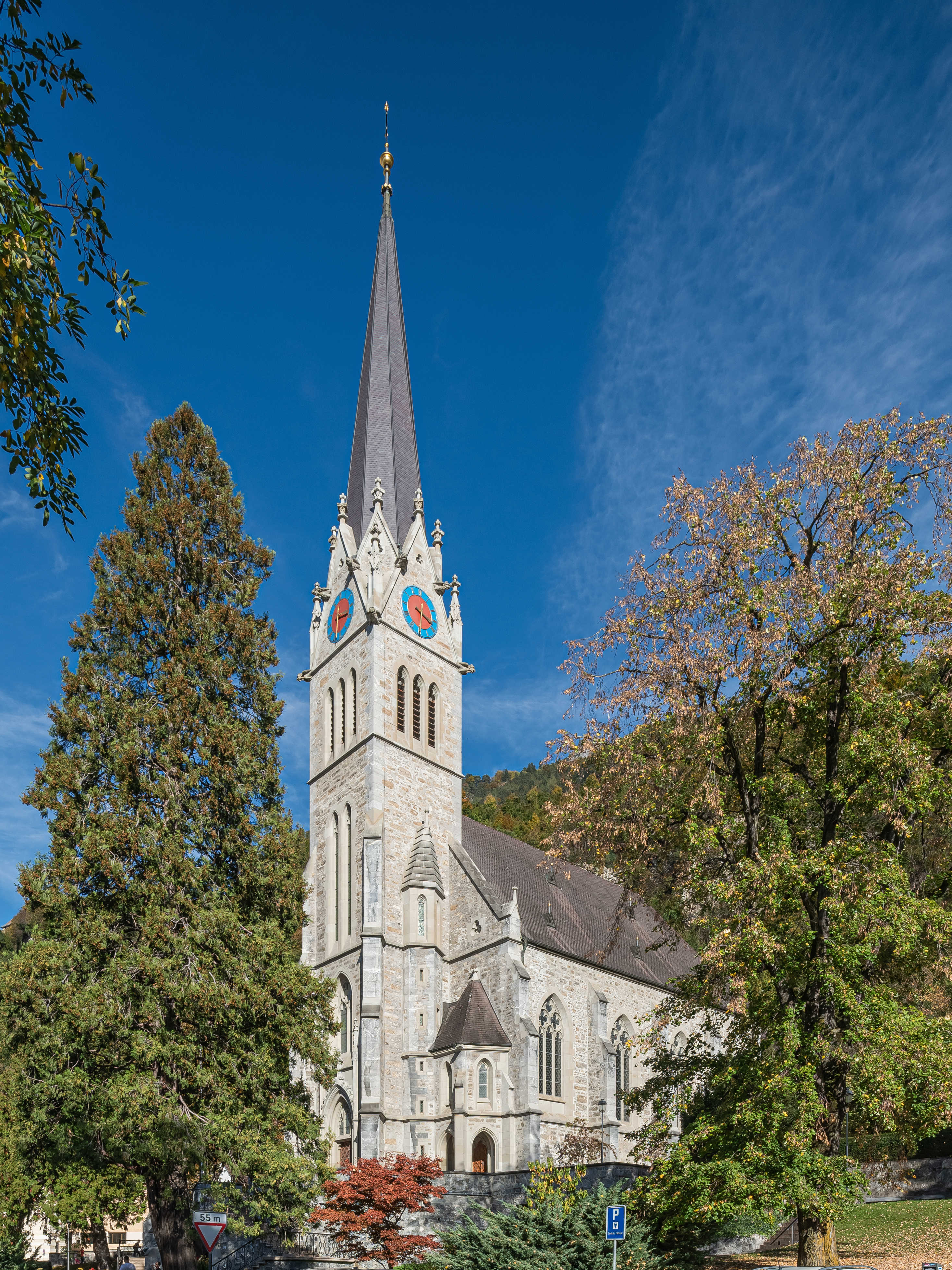
La cathédrale Saint-Florin de Vaduz.

Soudainement et de manière assez inattendue, un peu plus d'un an après la mort rapprochée de ses parents en octobre et en novembre 1989, le prince Wenzel de Liechtenstein, célibataire, âgé de 28 ans, meurt le 28 février 1991 dans la maison d'hôtes du château de Vaduz. 
On découvre ensuite dans sa chambre, à sa mort, qu'il y avait deux chronomètres, et un masque d'anesthésie. On pense que le prince aurait pu tenter un « arrêt temporaire de la respiration » ou une « expérience médicale ». La presse européenne s'interroge sur la « mort mystérieuse d'un prince et le silence persistant à Vaduz ».
Le mercredi 6 mars 1991, ses funérailles sont conduites par son frère Hans Adam II, en présence des membres de sa famille, suivies de son inhumation, à quelques pas de la cathédrale Saint-Florin de Vaduz, dans la nécropole familiale de la maison de Liechtenstein.

## Titulature
- 19 novembre 1962 - 28 février 1991 : Son Altesse Sérénissime le prince Franz Josef Wenzel de Liechtenstein, comte de Rietberg[2].

## Honneurs
- Médaille du 70e anniversaire du prince François-Joseph II de Liechtenstein (16 août 1976).